# Губанов, Иван Васильевич
Ива́н Васи́льевич Губа́нов (1730 — 8 [19] октября 1774) — оренбургский казак, один из атаманов армии восставших в Крестьянской войне 1773—1775 годов.
Присоединился к Пугачёву при его появлении под Оренбургом в октябре 1773 года. В составе казацко-башкирского отряда участвовал во взятии Табынска, Стерлитамакской пристани и окрестных заводов, командовал русскими крестьянскими и казачьими отрядами в начале осады Уфы. С 14 (25) декабря 1773 года руководство осадой Уфы перешло к Чике-Зарубину, под командованием которого Губанов предпринимал несколько попыток штурма города. 24 марта (4 апреля) 1774 года восставшие потерпели поражение от сводного отряда правительственных войск под командованием И. И. Михельсона.
Губанов вместе с Зарубиным был пленён под Табынском 26 марта (6 апреля) 1774 года .
Казнён 8 (19) октября 1774 года по приговору Казанской секретной следственной комиссии в Уфе.